# Cambarus miltus
Cambarus miltus är en kräftdjursart som beskrevs av Fitzpatrick 1978. Cambarus miltus ingår i släktet Cambarus och familjen Cambaridae. IUCN kategoriserar arten globalt som livskraftig. Inga underarter finns listade i Catalogue of Life.